# Szczuroskoczek
Szczuroskoczek (Dipodomys) – rodzaj ssaków z podrodziny szczuroskoczków (Dipodomyinae) w obrębie rodziny karłomyszowatych (Heteromyidae).

## Zasięg występowania
Rodzaj obejmuje gatunki występujące w Ameryce Północnej.

## Morfologia
Długość ciała (bez ogona) 74–155 mm, długość ogona 104–208 mm, długość ucha 11–19 mm, długość tylnej stopy 36–58 mm; masa ciała 32–195 g.

## Systematyka
Rodzaj zdefiniował w 1841 roku angielski zoolog John Edward Gray w artykule poświęconym nowemu rodzajowi meksykańskich gryzoni, opublikowanym w czasopiśmie The Annals and Magazine of Natural History. Gatunkiem typowym jest (oznaczenie monotypowe) szczuroskoczek kaktusowy (D. phillipsii).

### Etymologia
- Dipodomys: gr. δίποδος dipodos ‘dwunożny’, od δι- di- ‘podwójnie’, od δις dis ‘dwa razy’, od δυο duo ‘dwa’; πους pous, ποδος podos ‘stopa’; μυς mus, μυός muos ‘mysz’[12][13].
- Macrocolus: gr. μακρος makros ‘długi’; κωλον kōlon ‘kończyna’[14]. Gatunek typowy (oznaczenie monotypowe): Macrocolus halticus J.A. Wagner, 1846 (= Dipodomys phillipsii J.E. Gray, 1841).
- Perodipus: gr. πηρα pēra ‘kieszeń, torba’; rodzaj Dipus Zimmermann, 1780[15]. Gatunek typowy (oznaczenie monotypowe): Dipodomys agilis Gambel, 1848.
- Dipodops: rodzaj Dipodomys J.E. Gray, 1841; ωψ ōps, ωπος ōpos ‘wygląd’[12]. Gatunek typowy (oryginalne oznaczenie): Dipodops longipes[b] Merriam, 1890
- Mamdipodomysus: modyfikacja zaproponowana przez meksykańskiego przyrodnika Alfonso Luisa Herrerę w 1899 roku polegająca na dodaniu do nazwy rodzaju przedrostka Mam (od Mammalia)[16].

### Podział systematyczny
Do rodzaju należą następujące występujące współcześnie gatunki:
| Grafika | Gatunek                | Autor i rok opisu | Nazwa zwyczajowa             | Podgatunki         | Rozmieszczenie geograficzne | Podstawowe wymiary                               | Status IUCN |
| ------- | ---------------------- | ----------------- | ---------------------------- | ------------------ | --- | ------------------------------------------------ | ----------- |
|         | Dipodomys deserti      | Stephens, 1887    | szczuroskoczek pustynny      | 4 podgatunki       | południowo-zachodnie Stany Zjednoczone (od wschodniej Kalifornii i zachodniej Nevady) na południe do północno-zachodniego Meksyku (północno-wschodnia Kalifornia Dolna i zachodnia Sonora) | DC: 13,4–15,5 cm DO: 19,5–20,1 cm MC: 83–148 g   | LC          |
|         | Dipodomys spectabilis  | Merriam, 1890     | szczuroskoczek flagoogonowy  | 6 podgatunków      | południowo-zachodnie Stany Zjednoczone (Arizona na wschód do Teksasu) i Meksyk (północna Sonora i Chihuahua; rozłączna populacja na Wyżynie Meksykańskiej)                                 | DC: 13–14,1 cm DO: 18–21 cm MC: 98–132 g         | NT          |
|         | Dipodomys nelsoni      | Merriam, 1907     | szczuroskoczek kopcowy       | gatunek monotypowy | Meksyk (południowo-wschodnia Chihuahua i zachodnia Coahuila do północnego San Luis Potosí i południowego Nuevo León)                                                                       | DC: 12,6–13,4 cm DO: 12,2–19,9 cm MC: 73–102 g   | LC          |
|         | Dipodomys elator       | Merriam, 1894     | szczuroskoczek teksaski      | gatunek monotypowy | Stany Zjednoczone (obszary występowania drzew Prosopis glandulosa (północno-centralny Teksas i sąsiadująca południowo-centralna Oklahoma))                                                 | DC: 9,9–14 cm DO: 16,1–20 cm MC: 65–90 g         | VU          |
|         | Dipodomys ornatus      | Merriam, 1894     |                              | gatunek monotypowy | Meksyk (pustynia Chihuahua na Wyżynie Meksykańskiej (południowo-wschodni Durango na południe do Querétaro))                                                                                | DC: 10,1–11 cm DO: 15,1–19,2 cm MC: około 53 g   | LC          |
|         | Dipodomys phillipsii   | J.E. Gray, 1841   | szczuroskoczek kaktusowy     | 3 podgatunki       | Meksyk (Dolina Meksyku w dystrykcie federalnym Meksyk i Hidalgo, na południe do północnej Oaxacy)                                                                                          | DC: 8,1–11,4 cm DO: 14,9–19 cm MC: około 53 g    | LC          |
|         | Dipodomys gravipes     | Huey, 1925        | szczuroskoczek zaginiony     | gatunek monotypowy | Meksyk (przybrzeżne równiny zaroślowe w północno-zachodniej Kalifornii Dolnej) | DC: 12,6–13,2 cm DO: 16,8–18 cm MC: 79–91 g      | CR          |
|         | Dipodomys merriami     | Mearns, 1890      | szczuroskoczek zmienny       | 19 podgatunków     | południowo-zachodnie Stany Zjednoczone (Nevada i Kalifornia na wschód do Teksasu) i północny Meksyk (na południe do San Luis Potosí)                                                       | DC: 7,5–10 cm DO: 12–18,2 cm MC: 32–53 g         | LC          |
|         | Dipodomys ordii        | Woodhouse, 1853   | szczuroskoczek białostopy    | 32 podgatunki      | południowa Kanada (Alberta i Saskatchewan), zachodnie i południowe Stany Zjednoczone (od wschodu do środkowego Kansas), od południa do północnego Meksyku (Hidalgo)                        | DC: 7,5–15,2 cm DO: około 12,8 cm MC: około 52 g | LC          |
|         | Dipodomys compactus    | F.W. True, 1889   | szczuroskoczek przybrzeżny   | [2 podgatunki      | południowe Stany Zjednoczone (południowo-wschodni Teksas oraz wyspy Mustang i Padre) i północno-wschodni Meksyk (bariera leży w północnym Tamaulipas)                                      | DC: 9,9–12 cm DO: 10,4–13,5 cm MC: 44–60 g       | LC          |
|         | Dipodomys californicus | Merriam, 1890     | szczuroskoczek kalifornijski | 3 podgatunki       | Stany Zjednoczone (otwarte obszary w południowym Oregonie i północnej Kalifornii) | DC: 10,8–12,3 cm DO: 15,2–22 cm MC: 57–85 g      | LC          |
|         | Dipodomys venustus     | (Merriam, 1904)   | szczuroskoczek wąskolicy     | 3 podgatunki       | Stany Zjednoczone (odrębne populacje w zachodnio-środkowej Kalifornii) | DC: 11,5–13 cm DO: 17,5–20 cm MC: 68–97 g        | LC          |
|         | Dipodomys agilis       | Gambel, 1848      | szczuroskoczek zwinny        | 2 podgatunki       | Stany Zjednoczone (południowo-zachodnia Kalifornia (Los Angeles Basin, Tehachapi oraz południowe góry Sierra Nevada, San Gabriel i San Bernardino))                                        | DC: 10,7–12,5cm DO: 17–19,5 cm MC: 63–79 g       | LC          |
|         | Dipodomys simulans     | (Merriam, 1904)   | szczuroskoczek pływający     | 2 podgatunki       | południowo-zachodnie Stany Zjednoczone (przybrzeżne baseny południowo-zachodniej Kalifornii) i północno-zachodni Meksyk (Półwysep Kalifornijski)                                           | DC: 11,1–12,1 cm DO: 16–18,1 cm MC: 55–70 g      | LC          |
|         | Dipodomys ingens       | (Merriam, 1904)   | szczuroskoczek olbrzymi      | gatunek monotypowy | Stany Zjednoczone (południowo-środkowa Kalifornia (wzdłuż południowo-zachodniego skraju San Joaquin Valley))                                                                               | DC: 13,7–14,9 cm DO: 17,4–19,8 cm MC: 93–195 g   | EN          |
|         | Dipodomys microps      | (Merriam, 1904)   | szczuroskoczek dłutozębny    | 13 podgatunków     | Stany Zjednoczone (Wielka Kotlina od południowo-wschodniego Oregonu i południowo-zachodniego Idaho do południowej Kalifornii i północnej Arizony)                                          | DC: 11–12 cm DO: 13,5–17,5 cm MC: 40–70 g        | LC          |
|         | Dipodomys nitratoides  | Merriam, 1894     | szczuroskoczek pędzloogonowy | 3 podgatunki       | Stany Zjednoczone (południowo-środkowa Kalifornia (San Joaquin Valley, Panoche Valley i Cuyama Valley oraz Carrizo Plain))                                                                 | DC: 7,4–11,2 cm DO: 13,7–14,1 cm MC: 10–53 g     | VU          |
|         | Dipodomys stephensi    | (Merriam, 1907)   | szczuroskoczek odosobniony   | gatunek monotypowy | Stany Zjednoczone (południowo-zachodnia Kalifornia (San Jacinto Valley i pobliskie niziny, w pobliżu Warner Springs))                                                                      | DC: 11,5–12 cm DO: 16,4–18 cm MC: 45–73 g        | VU          |
|         | Dipodomys heermanni    | Le Conte, 1853    | szczuroskoczek płowy         | 9 podgatunków      | Stany Zjednoczone (zachodnio-środkowa Kalifornia (San Joaquin Valley i Zatoka San Francisco na południe do Morro Bay))                                                                     | DC: 9–11,3 cm DO: 16–20 cm MC: 70–80 g           | LC          |
|         | Dipodomys panamintinus | (Merriam, 1894)   | szczuroskoczek jałowcowy     | [5 podgatunków     | Stany Zjednoczone (na południe wzdłuż wschodniego wybrzeża Sierra Nevada do pustyni Mojave (wschodnio-centralna i południowa Kalifornia oraz zachodnio-centralna Nevada))                  | DC: około 11,9 cm DO: około 17 cm MC: około 72 g | LC          |

Kategorie IUCN:  LC  – gatunek najmniejszej troski,  NT  – gatunek bliski zagrożenia,  VU  – gatunek narażony,  EN  – gatunek zagrożony,  CR  – gatunek krytycznie zagrożony.
Opisano również gatunki wymarłe:
- Dipodomys gidleyi Wood, 1935[20] (Stany Zjednoczone; plejstocen)
- Dipodomys hibbardi Zakrzewski, 1981[21] (Stany Zjednoczone; pliocen)
- Dipodomys pattersoni Dalquest & Carpenter, 1986[22] (Stany Zjednoczone; plejstocen)